# Список (типографика)
Спи́сок в типографике — способ оформления различного рода перечислений или перечней. Каждый элемент списка начинается с маркера списка или номера-буквы и весь текст списка не должен выступать влево за них.
Списки могут быть:
- упорядоченные или неупорядоченные. Если последовательность перечисленных элементов не зависит от какого-то определённого логического порядка, то такой список является неупорядоченным. Если же от перестановки перечисленных элементов изменяется смысл, то такой список называется упорядоченным;
- самостоятельными или продолжением поясняющего предложения;
- нумерованные и ненумерованные. Каждый элемент нумерованного списка начинается с порядкового номера или буквы в алфавитном порядке. Элемент ненумерованного списка начинается c маркера списка;
- одноуровневые (простые) или многоуровневые.

## Нумерованные списки
Элемент нумерованного списка начинается числом или его заменителем, после которого идёт знак пунктуации: точка или закрывающая скобка. В нумерованных списках для нумерации могут использоваться:
- числа, записанные арабскими цифрами (1, 2, 3, 4, 5…)
- числа, записанные римскими цифрами:
  - заглавный вариант (I, II, III, IV, V…)
  - строчный вариант (i, ii, iii, iv, v…) — в России не распространён
- русские буквы — буквы ё, й, ъ, ы, ь пропускаются:
  - заглавный вариант (А, Б, В, Г, Д, Е, Ж, З, И, К…)
  - строчный вариант (а, б, в, г, д, е, ж, з, и, к…)
- латинские буквы — буква i или j может пропускаться:
  - заглавный вариант (A, B, C, D, E, F, G, H, (I, J), K…)
  - строчный вариант (a, b, c, d, e, f, g, h, (i, j), k…)
- греческие буквы
  - заглавный вариант (Α, Β, Γ, Δ, Ε…)
  - строчный вариант (α, β, γ, δ, ε…)
- другие национальные алфавиты

## Многоуровневые списки
Списки могут быть многоуровневыми; в таких списках часто используют нарастающие абзацные отступы.
В многоуровневых списках часто используются разные типы нумерации для разных уровней.
Нумерация верхних уровней может включаться в нумерацию более низких уровней: например, элемент третьего уровня может нумероваться как 4.16.2 или IV.16.β.

## Списки в HTML
В HTML имеются готовые конструкции для создания списков:
- ненумерованный список начинается тегом <ul> и завершается тегом </ul>
- нумерованный список начинается тегом <ol> и завершается тегом </ol>
- элемент списка начинается тегом <li> и завершается тегом </li>
- для создания многоуровневых списков несколько простых списков вкладываются друг в друга

В CSS для оформления списков определены свойства list-style-type, list-style-image, list-style-position и list-style.